# Android Developer Challenge
Die Android Developer Challenge (ADC) war ein Entwicklerbewerb, der von Google in 2 Teilen (ADC I und ADC II) im Jahr 2008 und 2009 veranstaltet wurde, um das von Google entwickelte mobilen Betriebssystems Android in den Markt einzuführen.
Das Ziel des Bewerbes war, mobile Anwendungen, die auf der Android Plattform entwickelt wurden, auszuzeichnen.

## Geschichte
Android ist eine Software für mobile Endgeräte, das ein Betriebssystem, eine Middleware und die wichtigsten Anwendungen enthält. Das Android SDK stellt die Tools und APIs zur Verfügung um mobile Anwendungen zu entwickeln, die auf Android-basierten Geräten ausgeführt werden. Die Android Developer Challenge war ein Wettbewerb für die innovativsten Anwendung für Android. Google bot 10 Mio. USD an Preisgeldern, die zwischen ADC I und ADC II aufgeteilt wurden.
Alle Einträge wurden von einer Experten-Jury aus allen Bereichen der mobilen Industrie (Handset Hersteller, Mobilfunk Telekommunikation, Softwareentwicklung oder technologische Innovation) beurteilt. Google wählte die Jury aus den Mitgliedsorganisationen der Open Handset Alliance, Google und Experten im Mobile-Business.

### Android Developer Challenge I
Die Android Developer Challenge wurde erstmals im November 2007 angekündigt, mit einer Laufzeit von 2. Januar bis 14. April, 2008. Teilnehmer aus über 70 Ländern reichten insgesamt 1.788 Anwendungen ein. Somit wurde der ADC ein sofortiger Erfolg, und der Android-Entwickler-Blog berichtete von 170+ Einreichungen pro Stunde am 14. April.
Am 13. Mai wurden die 50 Finalisten präsentiert.
Die Finalisten bekamen eine Frist bis 30. Juni 2008, um ihre Einreichungen für die Endrunde vorzubereiten. Der ADC I endete mit der Veröffentlichung der 10 Gewinner der Hauptpreise, die jeweils 275.000 $ erhielt, und zehn Teams, die jeweils 100.000 $ erhielten.
Interessant an diesem Bewerb war, dass Google während der gesamten Dauer des Bewerbes neue Versionen des SDK herausgab. Es war somit einerseits interessant für Entwickler hautnah bei der Entstehung eines Betriebssystems dabei zu sein, andererseits waren laufend Änderungen am Code notwendig, um die einzureichende Software an das aktuell neueste SDK anzupassen. Eine weitere Schwierigkeit war, dass es zu diesem Zeitpunkt keine Android Mobiltelefone gab. Das erste Android Mobiltelefon, das G1, wurde erst am 20. Oktober 2008 in den USA veröffentlicht. Sämtliche der 50 Gewinner wurden bei diesem Launch präsentiert.

### Android Developers Challenge II
ADC II wurde am 27. Mai 2009 präsentiert. Neu am ADC II waren 10 spezielle Kategorien:
- Education/Reference
- Games: Casual/Puzzle
- Games: Arcade/Action
- Social Networking
- Lifestyle
- Productivity/Tools
- Media
- Entertainment
- Travel
- Misc

Die Bewerber durften ihre Anwendungen in nur einer einzigen Kategorie einreichen. Die Gewinner wurden nach zwei Runden durch tausende Android-Anwender sowie einer offiziellen Jury ermittelt.
Die Gewinner des ADC II wurden am 30. November veröffentlicht. SweetDreams, What the Doodle!? und WaveSecure wurden Gesamtsieger.